# Newmarket (Royaume-Uni)
Pour les articles homonymes, voir Newmarket.
Newmarket est une ville du Suffolk en Angleterre. Elle est connue pour son hippodrome et les activités s'y rattachant (élevage).

## Histoire
Lors d'une rencontre près de Newmarket le 4 juin 1647, le conseil de la New Model Army fait parvenir au parlement les intentions de l'armée sous le titre de : A Solemne Engagement of the Army, under the Command of his Excellency Sir Thomas Fairfax.

## Jumelages
Newmarket est jumelée avec :
- Maisons-Laffitte (France)

## Personnalités liées à la ville
- Darren Cox (né en 1975), dirigeant britannique du sport automobile.